# Romain Puértolas
Romain Puértolas (Montpellier, 21 de diciembre de 1975) es un escritor francés. Debutó en el mundo literario con El increíble viaje del faquir que se quedó atrapado en un armario de Ikea (2013), que se convirtió en un gran fenómeno editorial conocido como «faquirmanía». Más de 40 editoriales de todo el mundo adquirieron los derechos de traducción de su ópera prima y superó los 500.000 ejemplares vendidos. En España, Grijalbo y Rosa dels Vents han publicado su obra en español y catalán.  

## Biografía
Romain Puértolas, de origen franco-español, nació en 1975 en Montpellier. Antes de dedicarse de manera exclusiva a la escritura, Don Puértolas trabajó como DJ, profesor de idiomas, traductor intérprete, auxiliar y coordinador de vuelo en el aeropuerto de El Prat de Barcelona, empleado de Aena en Madrid y limpiador de tragaperras en Brighton. En los últimos años ocupaba el cargo de inspector de policía en un servicio especializado en el desmantelamiento de redes de inmigración ilegal en Francia. En agosto de 2013 la editorial francesa Le Dilettante publicó El increíble viaje del faquir que se quedó atrapado en un armario de Ikea. En plena rentrée littéraire francesa (semana al principio de septiembre durante la que se publican muchas obras por muchas editoriales), la novela se convirtió en un fenómeno editorial, que la prensa etiquetó como «faquirmanía», y más de 40 editoriales extranjeras adquirieron los derechos de traducción. Número uno en las listas de los libros más vendido durante meses, fue ensalzado por la crítica, los libreros y los lectores. Con El increíble viaje del faquir que se quedó atrapado en un armario de Ikea, Don Puértolas fue finalista de los premios literarios Renaudot, Renaudot des Lycéens y Méditerranée des Lycéens, y Índice Biografía galardonado con el prestigioso Grand Prix Jules Verne en 2014, y el premio Audiolib en 2014, siendo seleccionado por miles de audiolectores. La adaptación cinematográfica de El increíble viaje del faquir que se quedó atrapado en un armario de Ikea será rodada en inglés y cuenta con la participación de Romain Puértolas como coguionista junto a Luc Bossi.
En 2015 está prevista la publicación en España de su segunda novela: La niña que se tragó una nube tan grande como la torre Eiffel. 
Vive en Málaga, ya que su mujer es andaluza, y la ciudad posee un aeropuerto internacional.

## Obras
- Le Jour où Shakespeare a inventé le moonwalk, 2012 : obra no traducida, traducible como : « El día que Shakespeare inventó el moonwalk ».
- L'Extraordinaire Voyage du fakir qui était resté coincé dans une armoire Ikea, 2013 : Traducciones al castellano : El increíble viaje del faquir que se quedó atrapado en un armario de Ikea, 2014 (Trad. Patricia Sierra Gutiérrez) Círculo de Lectores D.L., Barcelona ; Las aventuras de un faquir en el país de Ikea, 2019 (Trad. Patricia Sierra Gutiérrez) Grijalbo, Barcelona.
- L'OEuf d'Einstein, 2013: obra no traducido, traducible como: « Huevo de Einstein ».
- La Petite Fille qui avait avalé un nuage grand comme la tour Eiffel, 2015 : Traducción al castellano : La niña que se tragó una nube tan grande como la torre Eiffel, 2015 (Trad. Patricia Sierra Gutiérrez) Grijalbo, Barcelona.
- Re-vive l'empereur, 2015 : obra no traducido, traducible como: « Viva el emperador otra vez ».
- Tout un été sans Facebook, 2017 : Traducción al castellano : Todo un verano sin Facebook, 2018 (Trad. Patricia Sierra Gutiérrez) Grijalbo, Barcelona.
- Les Nouvelles Aventures du fakir au pays d'Ikea, 2018 : obra no traducido, traducible como: « Las nuevas aventuras del faquir en el país de Ikea ».
- La Police des fleurs, des arbres et des forêts, 2019 : obra no traducido, traducible como: « La policía de las flores, los árboles y los bosques ».
- Sous le parapluie d'Adélaïde, 2020 : Traducción en castellano : « Bajo el paraguas de Adélaïde ».

## Premios
El increíble viaje del faquir que se quedó atrapado en un armario de Ikea fue galardonada con el Gran Premio Jules Verne 2014 y el Premio Audiolib 2014, y finalista de los premios literarios Renaudot, Renaudot des Lycéens y Méditerranée des Lycéens.[cita requerida]